# برکه گورگلی
برکه گُورگلی، برکه ای بسیار زیبا در روستای مجارشین و در دهستان گنبرف می‌باشد. این برکه در دامنه کوه چانگیل قرار گرفته است. منابع تأمین‌کنندهٔ آب این برکه از آب‌های جاری ناشی از برف و باران و تعدادی چشمه های آغ دره می‌باشد و از طریق یک نهر این آبها به برکه منتقل می‌گردد.

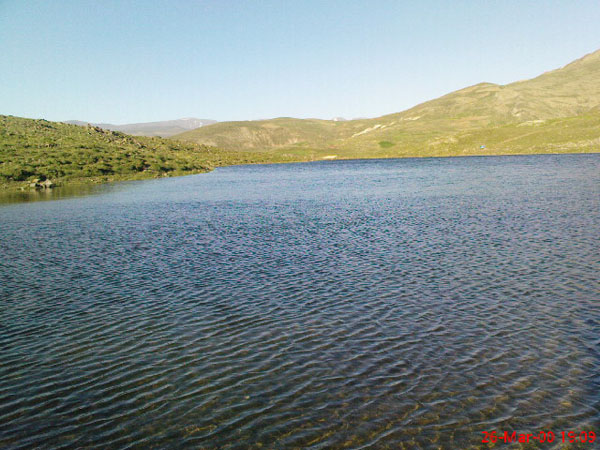
برکه گورگلی

## وجه تسمیه
نام این برکه از پیر زنی به نام گوران گرفته شده است. این پیرزن مؤسس برکه بوده و نام این برکه را بنام این پیرزن گورگلی نامیده‌اند.
این سد در سال ۱۲۲۱ قمری به دستور خانمی به نام گلی ساخته شد و در سال ۱۳۸۹ به دست اهالی روستای مجارشین مرمت شد؛ و به گفته بزرگان محل خانم گلی در همین سد دفن شده است.

## کاربری
برکه گورگلی علاوه بر اینکه یکی از جاذبه‌های گردشگری روستای مجارشین به شمار می‌رود در بخش کشاورزی نیز مورد استفاده قرار می‌گیرد. همچنین برکه گورگلی محل آبدهی دامهای روستای مجارشین نیز می‌باشد.